# 50 Batalion Saperów (1939)
50 batalion saperów (50 bsap) – pododdział saperów Wojska Polskiego II RP.
Batalion nie występował w pokojowej organizacji wojska. Został sformowany w 1939 przez 4 pułk saperów z Przemyśla.

## Formowanie i działania
Zgodnie z planem mobilizacyjnym „W” 50 batalion saperów został sformowany w mobilizacji alarmowej, w grupie jednostek oznaczonych kolorem żółtym.
Jednostką mobilizującą był 4 pułk saperów w Przemyślu. Batalion został zorganizowany według typu IIb razem z plutonem mostowym 4-tonowym nr 50.
Jednostka została podporządkowana dowódcy Armii „Łódź”. Na stanowisko dowódcy batalionu został wyznaczony major Władysław Zawalnicki.
13 września 1939 roku do Warszawy przybył 5 bsap i został oddany do dyspozycji dowódcy saperów Obrony Warszawy. Mimo tego, że 5 bsap był organiczną jednostką 5 Dywizji Piechoty, pracował na korzyść dowódcy Odcinka „Warszawa-Zachód” pułkownika Mariana Porwita. W zamian za 5 bsap lwowska 5 Dywizja Piechoty otrzymała 50 armijny batalion saperów, który dotarł do Warszawy 14 września, bez jednej kompanii. Major Zawalnicki został dowódcą saperów 5 DP i jednocześnie dowódcą saperów Odcinka „Warszawa-Wschód”.